# Muzej zločina protiv čovječnosti i genocida 1992-1995
Muzej zločina protiv čovječnosti i genocida 1992-1995 muzej je u staroj jezgri Sarajeva, smješten u središnjoj sarajevskoj ulici Ferhadije. 
Osnovan je 2016. u Sarajevu. Osnivači su bili žrtve rata i njihove obitelji. Osnovni cilj muzeja je očuvanje sjećanja na sve nevine žrtve rata 1992. – 1995. u Bosni i Hercegovini, očuvanje kulture sjećanja te obrazovanje. Između 1992. i 1995. protjerano je oko dva milijuna ljudi iz svojih domova.[nedostaje izvor] Oko 200 000 žena, djece i muškaraca prošlo je kroz 657 sabirnih logora u Bosni i Hercegovini.[nedostaje izvor] U njima je ubijeno oko 20 000 ljudi, a pronađeno je više od 5 000 masovnih grobnica u kojima su ekshumirane dvije ili više žrtava.[nedostaje izvor]
Stalni postav muzeja sadrži preko 6000 izložaka, koji prate živote pojedinaca, dokumentarne filmove, fotografije, kao i umjetničke zbirke.